# Stazione di Pistoia
Stazione di Pistoia vasútállomás Olaszországban, Pistoia településen.

## Vasútvonalak
Az állomást az alábbi vasútvonalak érintik:
- Viareggio-Firenze-vasútvonal
- Porrettana-vasútvonal

## Kapcsolódó állomások
A vasútállomáshoz az alábbi állomások vannak a legközelebb:
- Stazione di Montale-Agliana
- Stazione di Serravalle Pistoiese
- Stazione di Pistoia Ovest